# Phiala unistriga
Phiala unistriga är en fjärilsart som beskrevs av M.Gaede 1927. Phiala unistriga ingår i släktet Phiala och familjen Eupterotidae. Inga underarter finns listade i Catalogue of Life.